# Ken Wilber
Kenneth Earl "Ken" Wilber jr. (født 31. januar 1949 i Oklahoma City i USA) er en amerikansk forfatter og filosof med en bredt orienteret produktion indenfor psykologi, filosofi, mystik, økologi og spiritualitet. Wilbers store projekt er at skabe en syntese af verdens forskellige kundskabstraditioner: østlige og vestlige, traditionelle, moderne og postmoderne.
Efter bogen Sex, Ecology, Spirituality i 1995 begyndte Wilber at arbejde med sin såkaldte integralmodel, en syntese af alle verdens kundskabstraditioner og et grundlæggende arbejde, som kan anses som en udvidet kortlægning over virkeligheden sammenlignet med den anskuelse, som hovedretningen indenfor videnskab har lagt til grund. Wilbers model består af fem komponenter: kvadranter, niveau, linjer, tilstande samt typer og søger med disse distinktioner at foretage nogen grundlæggende skiller for at skabe orden. Wilber har skabt et eget holistisk psykologisk system med et integreret rammeværk, som kaldes for AQAL (all quadrants, all levels, dansk: Alle kvadranter, Alle niveauer) og skrevet et stort antal bøger i emnet.
Hans integrale teori er et forsøg på at integrere viden fra forskellige områder til een teori.